# Nyssicostylus melzeri
Nyssicostylus melzeri là một loài bọ cánh cứng trong họ Cerambycidae.